# Хантер, Эван
Эван Хантер (англ. Evan Hunter; 15 октября 1926, Нью-Йорк — 6 июля 2005, Уэстон), имя при рождении — Сальваторе Альберт Ломбино (Salvatore Albert Lombino), также известен под псевдонимом Эд Макбейн (Ed McBain) — американский писатель, сценарист. Автор детективных романов.

## Биография
Будущий писатель родился в Нью-Йорке в семье итальянских эмигрантов и при рождении получил имя Сальваторе Альберт Ломбино. Он окончил школу Эвандер Чайлд. Во время Второй мировой войны служил во флоте, на эскадренном миноносце в Тихом Океане. Во время службы написал несколько рассказов. После войны вернулся в Нью-Йорк и поступил в Хантер-колледж. В газете колледжа публиковал еженедельную колонку.
Сменил несколько работ. Семнадцать дней в сентябре 1950 года был учителем в школе и позднее использовал этот опыт при написании романа «Школьные джунгли». В 1951 году стал литературным агентом, работал с такими авторами, как Артур Кларк, Пол Уильям Андерсон, Пэлем Грэнвил Вудхауз. В том же году впервые напечатался, дебютом стал научно-фантастический рассказ «Добро пожаловать, марсиане». Этот рассказ был подписан ещё «С. А. Ломбино». После этого писатель публиковался под псевдонимами Эван Хантер и Хант Коллинз. Первый псевдоним был составлен из названий двух учебных заведений: Эвандер Чайлд и Хантер-колледж.
В мае 1952 года он официально сменил имя и стал Эваном Хантером после того, как редактор сказал ему, что с итальянским именем его произведения будут хуже продаваться. Как Эван Хантер он опубликовал роман «Школьные джунгли» (1954).
Чтобы не портить репутации серьёзного писателя, детективные романы Хантер публиковал под псевдонимами: Курт Кэннон, Хант Коллинз, Ричард Марстин. Его самый известный псевдоним Эд Макбейн появился в 1956 году, когда вышел роман «Ненавидящий полицейских». Это был первый роман из цикла о 87-м полицейском участке, который находится в вымышленном городе, напоминающем Нью-Йорк. Здесь впервые появился детектив Стив Карелла и его коллеги, которые станут сквозными персонажами цикла на протяжении более чем пятидесяти книг: «Грабитель» (1956), «Клин» (1959), «Цена сомнения» (1965), «Обычная работа» (1971) и др.
Уже в 1958 году Хантер признался, что Макбейн — это он, но продолжал подписывать так детективы, в том числе цикл об адвокате Мэтью Хоупе. Романы этого цикла носили названия известных сказок: «Златовласка» (1977), «Румпельштильцхен» (1981), «Красавица и чудовище» (1982) и др.
Серьёзную прозу он публиковал под настоящим именем: роман «Наступает зима» (1973), сценарий для фильма Альфреда Хичкока «Птицы» (1963). Совместная работа была продолжена при разработке сценария к следующему фильму «Марни», но прервана из-за сложившихся разногласий. О работе с режиссёром он оставил ироничные мемуары «Я и Хич» (1997).
После 1960 года он дважды использовал псевдонимы, помимо Макбейна. Роман «Королевский флеш» (1975) был подписан именем Эзра Хэннон, а роман «Scimitar» (1992) — именем Джон Эббот. В 2000 году вышел роман «Кэндиленд», первая часть которого была напечатана под именем Эван Хантер, а вторая — под именем Эд Макбейн.
В 2002 году у писателя был обнаружен рак горла. Эван Хантер умер в 2005 году в Уэстоне (штат Коннектикут). До самого последнего дня он продолжал писать, последняя книга о 87-м участке вышла уже после его смерти.
Суммарный тираж его книг составил более 100 млн экземпляров.

## Интересные факты
Во многих книгах персонажи Хантера при упоминании даты 15 октября замечают: «День рождения великих людей» ("birth date of Great men"). На самом деле 15 октября — день рождения самого писателя, эта шутка не раз встречается в романах о 87-м участке и об адвокате Мэтью Хоупе.

## Переводы на русский язык
Подробнее см. библиографию цикла 87-й полицейский участок.
- Эд Макбейн, Леди, лёд и пули. Перевод Михаила Гребнева. «Эксмо», 1998.
- Эд Макбейн, Там, где дым. Перевод Михаила Гребнева. «Эксмо», 1999.

## Экранизации
- «Школьные джунгли» (1955, США) Режиссер - Ричард Брукс. Основа — одноимённый рассказ из одноимённого сборника.
- «Юные дикари» (1959) Режиссёр — Джон Франкенхаймер. Основа — роман «Дело по обвинению».
- «Ненавидящий полицейских» фильм 1958 г., реж. Уильям Берк. Основа — роман «Ненавидящий полицейских» из серии «87-й полицейский участок».
- The Mugger фильм 1958, реж. Уильям Берк. Основа — роман «Грабитель» из серии «87-й полицейский участок».
- The Pusher фильм 1960, реж. Джин Милфорд. Основа — роман «Сбытчик» из серии «87-й полицейский участок».
- «87-й полицейский участок» ( 1961 —1962, телесериал NBC)
- «Рай и ад» (1963, Япония). Режиссёр — Акира Куросава. Основа — роман «Выкуп Кинга» из серии «87-й полицейский участок».
- «Без видимых причин» (1971, Франция — Италия). Режиссёр — Филипп Лабро. Основа — роман «Десять плюс один» из серии «87-й полицейский участок».
- Every Little Crook and Nanny (1972, США). Режиссёр — СайХовард. По роману «Маленький плут и няня»
- Fuzz «Легавые» («Недотёпы») (1972, США) Режиссёр — Ричард А. Колла. Основа — роман «Легавые» из серии «87-й полицейский участок».
- «Кровные узы» (1978, Франция — Канада). Режиссёр — Клод Шаброль. Основа — одноимённый роман из серии «87-й полицейский участок».
- Skládacka (ТВ) (1992, Чехословакия). Режиссёр — Ярослав Дудек. Основа — роман «Головоломка» из серии «87-й полицейский участок».
- Brokovnice (ТВ) (1992, Чехословакия). Режиссёр — Ярослав Дудек. Основа — роман «Ружьё» из серии «87-й полицейский участок».
- Columbo: No Time to Die  (1992, 60 серия сериала Коломбо: Умереть некогда) телефильм, основан на романе «Пока оба живы» из серии «87-й полицейский участок»)
- «Способ убийства» (1993, Россия — Украина). Режиссёр — Олег Гойда. Основа — одноимённый роман из серии «87-й полицейский участок».
- Columbo: Undercover  (1994, 64 серия сериала Коломбо: Маскарад) телефильм,основан на романе «Головоломка» из серии «87-й полицейский участок».
- «Падшие ангелы» (1995, США)  2 сезон, эпизод «Любовь и кровь». Основа — одноимённый рассказ.
- «87-й полицейский участок» — телефильм 1995 года режиссёра Брюса Пэлтроу, NBC. По роману «Молния»
- «87-й полицейский участок: Лёд» — телефильм 1996 года режиссёра Брюса Пэлтроу, NBC.
- «87-й полицейский участок: Жар» — телефильм 1997 года режиссёра Брюса Пэлтроу, NBC.
- «Термический убийца» (Ed McBain's 87th Precinct: Heatwave) — телефильм 1997 года режиссёра Дугласа Барра. Персонажи
- «Три слепых мышонка (2001) — по одноименному роману. Режиссёр — Кристофер Лейтч.